# Segnaletica stradale in Francia
I segnali stradali in Francia sono suddivisi in 5 gruppi in base al Codice della strada francese: i segnali stradali, i segnali luminosi, la segnaletica orizzontale, la segnaletica complementare ed i segnali di progressiva chilometrica.
I segnali stradali sono raggruppati per categoria ed a ciascuna di queste corrisponde una lettera differente:
- Categoria A - Segnali di pericolo (29 segnali)
- Categoria AB - Segnali di intersezione e di priorità (9 segnali)
- Categoria B - Segnali di prescrizione, suddivisi in: segnali di divieto, segnali di obbligo e segnali di fine prescrizione (88 segnali)
- Categoria C - Segnali con indicazioni utili per la guida (52 segnali)
- Categoria CE - Segnali che indicano installazioni utili a chi guida (39 segnali)
- Categoria D - Segnali di direzione (56 segnali)
- Categoria Dp - Segnali per itinerari pedonali (4 segnali)
- Categoria Dv - Segnali per itinerari ciclabili (13 segnali)
- Categoria Dc - Segnali di informazione locale (2 segnali)
- Categoria E - Segnali di località (26 segnali)
- Categoria EB - Segnali di inizio e fine località (2 segnali)
- Categoria F - Segnali di progressiva ettometrica e chilometrica (categoria soppressa a favore dei segnali di categoria E50)
- Categoria G - Segnali in prossimità dei passaggi a livello (10 segnali)
- Categoria H - Segnali di informazione (10 segnali)
- Categoria ID - Simboli, emblemi e loghi (101 segnali)
- Categoria J - Segnali complementari (13 segnali)
- Categoria AK, K, KC et KD - Segnali temporanei (35 segnali)
- Categoria M - Pannelli integrativi (59 segnali)
- Categoria R - Segnaletica luminosa (15 segnali)
- Categoria SE - Simboli (37 segnali)
- Categoria SR - Segnali per informazione sulla sicurezza stradale (4 segnali)

## Segnali di pericolo (cat. A)
I segnali di pericolo in Francia vengono posti circa 150 metri prima del pericolo indicato dal segnale stesso su strada extraurbana, a 200 metri lungo le autostrade e entro 50 metri lungo le strade urbane.
Come i segnali di pericolo italiani, anche quelli francesi hanno forma triangolare con bordo rosso, bordi arrotondati e sono retro-riflettenti.
In caso in cui il pericolo indicato sia da intendersi prima dei regolari 150 metri, deve essere apposto un pannello integrativo che ne indichi la diversa distanza.
| Segnale francese | Significato                                  | Spiegazione |
|                  | Curva pericolosa a destra                    | Presegnala un tratto di strada non rettilineo pericoloso per la limitata visibilità o per caratteristiche del tracciato (curva stretta a destra).                                     |
|                  | Curva pericolosa a sinistra                  | Presegnala un tratto di strada non rettilineo pericoloso per la limitata visibilità o per caratteristiche del tracciato (curva stretta a sinistra).                                   |
|                  | Doppia curva pericolosa, la prima a destra   | Presegnala una doppia curva, di cui la prima a destra. |
|                  | Doppia curva pericolosa, la prima a sinistra | Presegnala una doppia curva, di cui la prima a sinistra. |
|                  | Strada deformata o dosso                     | Segnala un tratto di strada in cattivo stato o con pavimentazione irregolare od un dosso.                                                                                             |
|                  | Dosso artificiale                            | Segnala un dosso artificiale a 50 metri di distanza. |
|                  | Strettoia simmetrica                         | Segnala un restringimento pericoloso della carreggiata su entrambi i lati. |
|                  | Strettoia asimmetrica a destra               | Segnala un restringimento pericoloso della carreggiata posto sul lato destro. |
|                  | Strettoia asimmetrica a sinistra             | Segnala un restringimento pericoloso della carreggiata posto sul lato sinistro. |
|                  | Strada sdrucciolevole                        | Presegnala un tratto di strada che in particolari condizioni climatiche od ambientali può diventare sdrucciolevole. I pannelli integrativi illustrano i motivi di eventuale pericolo. |
|                  | Ponte mobile                                 | Presegnala una struttura stradale mobile comunque manovrabile. |
|                  | Passaggio a livello con barriere             | Segnala un passaggio a livello con barriere ed è integrato con il pannello distanziometrico a tre barre rosse.                                                                        |
|                  | Passaggio a livello senza barriere           | Segnala un passaggio a livello senza barriere ed è integrato con il pannello distanziometrico a tre barre rosse.                                                                      |
|                  | Attraversamento tranviario                   | Segnala attraversamento tranviario. |
|                  | Bambini                                      | Segnala luoghi frequentati da bambini, come le scuole, i giardini pubblici, i campi di gioco e simili.                                                                                |
|                  | Attraversamento pedonale                     | Segnala un attraversamento pedonale contraddistinto da appositi segni sulla carreggiata.                                                                                              |
|                  | Altri pericoli                               | Segnala un pericolo diverso da quelli indicati negli altri segnali di pericolo; il segnale deve essere possibilmente accompagnato da un pannello integrativo.                         |
|                  | Animali domestici vaganti                    | Presegnala un tratto di strada con probabile improvvisa presenza od attraversamento di animali domestici.                                                                             |
|                  | Animali selvatici vaganti                    | Presegnala un tratto di strada con probabile improvvisa presenza od attraversamento di animali selvatici.                                                                             |
|                  | Attraversamento animali da sella             | Presegnala un animali da sella. |
|                  | Discesa pericolosa                           | Presegnala un tratto di strada in discesa secondo il senso di marcia. La pendenza è espressa in percentuale.                                                                          |
|                  | Semaforo                                     | Presegnala un impianto semaforico posto su strade sia urbane che extraurbane. |
|                  | Doppio senso di circolazione                 | Segnala un tratto di strada che da senso unico diventa a doppio senso. |
|                  | Caduta massi                                 | Presegnala il pericolo di caduta massi dalla parete rocciosa soprastante con possibile presenza di pietre sulla carreggiata.                                                          |
|                  | Sbocco su argine o molo                      | Presegnala il pericolo di caduta in acqua. |
|                  | Attraversamento ciclabile                    | Presegnala attraversamento di ciclisti contraddistinto da appositi segni sulla carreggiata.                                                                                           |
|                  | Aeromobili                                   | Presegnala la possibilità di improvvisi forti rumori o abbagliamenti dovuti ad aeroplani a bassa quota.                                                                               |
|                  | Vento laterale                               | Presegnala la possibilità di forti raffiche di vento laterale. |

## Segnali di intersezione e di priorità (cat. AB)
| Segnale francese | Significato                                | Spiegazione |
|                  | Incrocio con precedenza a destra           | Presegnala un incrocio in cui vige la regola generale di dare la precedenza a destra.                                                        |
|                  | Incrocio con diritto di precedenza         | Presegnala un incrocio con una strada di minore importanza in cui si ha la precedenza sui veicoli provenienti sia da destra che da sinistra. |
|                  | Dare la precedenza                         | Prescrive di dare precedenza all'incrocio.                                                                                                   |
|                  | Preavviso di dare la precedenza            | Preavvisa un'intersezione in cui è obbligatorio dare precedenza.                                                                             |
|                  | Fermarsi e dare la precedenza              | Prescrive l'obbligo di arrestarsi in ogni caso in corrispondenza della striscia trasversale di arresto ad un incrocio e di dare precedenza.  |
|                  | Preavviso di fermarsi e dare la precedenza | Preavvisa un'intersezione in cui è obbligatorio fermarsi e dare precedenza.                                                                  |
|                  | Incrocio con circolazione rotatoria        | Preavvisa un incrocio con circolazione rotatoria all'intersezione con altre strade.                                                          |
|                  | Diritto di precedenza                      | Indica l'inizio di una strada il cui traffico ha diritto di precedenza.                                                                      |
|                  | Fine del diritto di precedenza             | Indica la fine di una strada il cui traffico ha diritto di precedenza.                                                                       |

## Segnali di prescrizione (cat. B)

### Segnali di divieto
| Segnale francese | Significato                                                                                 | Spiegazione |
|                  | Divieto di transito                                                                         | Vieta a tutti i veicoli di entrare in una strada. |
|                  | Divieto di accesso                                                                          | Vieta di entrare in una strada accessibile invece in un altro senso. |
|                  | Divieto di svolta a sinistra                                                                | Vieta di svoltare a sinistra al prossimo incrocio. |
|                  | Divieto di svolta a destra                                                                  | Vieta di svoltare a destra al prossimo incrocio. |
|                  | Divieto di inversione di marcia (ad U)                                                      | Vieta di effettuare un'inversione di marcia. |
|                  | Divieto di sorpasso                                                                         | Vieta di sorpassare i veicoli a motore con due o più ruote. |
|                  | Divieto di sorpasso per veicoli superiori a 3,5 t.                                          | Indica il divieto a tutti i veicoli, non adibiti al trasporto di persone, di massa a pieno carico superiore a 3,5 t di sorpassare i veicoli a motore. Consente il sorpasso dei veicoli privi di motore solo se la manovra può compiersi entro la semicarreggiata. |
|                  | Alt dogana                                                                                  | Arresto ad un posto di frontiera con Paesi extra UE. |
|                  | Alt Gendarmeria                                                                             | Arresto ad un posto di blocco della Gendarmeria. |
|                  | Alt Polizia                                                                                 | Arresto ad un posto di blocco della Polizia. |
|                  | Alt stazione                                                                                | Il segnale è posto sulle autostrade ed in corrispondenza degli accessi controllati per segnalare una stazione dove è obbligatorio fermarsi per le operazioni di pedaggio.                                                                                         |
|                  | Divieto di sosta                                                                            | Vieta la sosta, fermata prolungata (parcheggio) ai veicoli, in quei luoghi dove per regola generale non vige tale divieto. |
|                  | Divieto di sosta dal 1° al 15 del mese                                                      | Vieta la sosta, fermata prolungata (parcheggio) ai veicoli, in quei luoghi dove per regola generale non vige tale divieto unicamente dal 1 al 15 del mese. |
|                  | Divieto di sosta dal 16 alla fine del mese                                                  | Vieta la sosta, fermata prolungata (parcheggio) ai veicoli, in quei luoghi dove per regola generale non vige tale divieto unicamente dal 16 alla fine del mese.                                                                                                   |
|                  | Divieto di sosta e di fermata                                                               | Vieta la sosta e la fermata o qualsiasi temporanea sospensione della marcia ai veicoli. |
|                  | Divieto di transito ai veicoli a motore con l'eccezione dei ciclomotori                     | Vieta il transito a tutti i veicoli a motore tranne i ciclomotori. |
|                  | Divieto di transito a tutti i veicoli a motore                                              | Vieta il transito a tutti i veicoli a motore. |
|                  | 81 1050                                                                                     | |
|                  | Divieto di transito ai veicoli di trasporto cose                                            | Vieta il transito ai veicoli da trasporto non adibiti al trasporto di persone. |
|                  | Divieto di transito ai pedoni                                                               | Vieta il transito ai pedoni. |
|                  | Divieto di transito alle biciclette                                                         | Vieta il transito alle biciclette. |
|                  | Divieto di transito ai veicoli a trazione animale                                           | Vieta il transito ai veicoli a trazione animale. |
|                  | Divieto di transito ai mezzi agricoli a motore                                              | Vieta il transito ai mezzi agricoli a motore. |
|                  | Divieto di transito ai veicoli a braccia                                                    | Vieta il transito ai veicoli a braccia. |
|                  | Divieto di transito agli autobus                                                            | Vieta il transito ai veicoli di trasporto collettivo di persone. |
|                  | Divieto di transito ai ciclomotori                                                          | Vieta il transito ai ciclomotori. |
|                  | Divieto di transito ai motocicli                                                            | Vieta il transito a tutti i veicoli a motore con due ruote. |
|                  | Divieto di transito ai rimorchi                                                             | Vieta il transito a tutti i veicoli con una roulotte od un carretto di peso superiore a 250 kg. |
|                  | Divieto di transito ai veicoli più lunghi di ... m                                          | Vieta il transito ai veicoli od ai complessi di veicoli di lunghezza superiore alla lunghezza indicata in metri. |
|                  | Divieto di transito ai veicoli più larghi di ... m                                          | Vieta il transito ai veicoli aventi larghezza superiore a quella indicata in metri. |
|                  | Divieto di transito ai veicoli più alti di ... m                                            | Vieta il transito ai veicoli aventi altezza superiore a quella indicata in metri. |
|                  | Divieto di transito ai veicoli aventi massa superiore a ... t                               | Vieta il transito ai veicoli aventi massa superiore a quella indicata in tonnellate al momento del transito. |
|                  | Divieto di transito ai veicoli aventi peso superiore per asse a ... t                       | Vieta il transito ai veicoli aventi sull'asse più caricato una massa superiore a quella indicata al momento del transito. |
|                  | Limite di velocità                                                                          | Indica la velocità massima in chilometri orari alla quale i veicoli possono procedere immediatamente dopo il segnale. |
|                  | Dare la precedenza ai veicoli provenienti in senso opposto                                  | Prescrive di dare precedenza ai veicoli provenienti in direzione opposta in una strada a doppio senso che consente il passaggio di una sola fila di veicoli. |
|                  | Divieto di segnalazioni acustiche                                                           | Vieta l'uso di avvisatori acustici salvo il caso di pericolo immediato o di trasporto feriti o ammalati gravi. |
|                  | Distanza minima obbligatoria                                                                | Vieta di seguire il veicolo che precede ad una distanza inferiore a quella indicata, in metri, sul segnale. |
|                  | Divieto di transito ai veicoli che trasportano esplosivi                                    | Vieta il transito ai veicoli che trasportano esplosivi o prodotti facilmente infiammabili. |
|                  | Divieto di transito ai veicoli che trasportano sostanze suscettibili di contaminare l'acqua | Vieta il transito ai veicoli che trasportano sostanze suscettibili di contaminare l'acqua. |
|                  | Divieto di transito ai veicoli che trasportano merci pericolose                             | Vieta il transito ai veicoli che trasportano merci pericolose, come esplosivi, benzina, materie tossiche o radioattive. |
|                  | Divieto specifico ad una categoria                                                          | Vieta il transito alla categoria di veicoli specificata all'interno del segnale. |

### Segnali di obbligo
| Segnale francese | Significato                                    | Spiegazione |
|                  | Direzione obbligatoria a destra                | Indica che la sola direzione consentita al conducente è quella di andare a destra.                                                  |
|                  | Direzione obbligatoria a sinistra              | Indica che la sola direzione consentita al conducente è quella di andare a sinistra.                                                |
|                  | Passaggio obbligatorio a destra                | Obbliga i conducenti a passare a destra dell'ostacolo come un cantiere, uno spartitraffico, un salvagente o un'isola di traffico.   |
|                  | Passaggio obbligatorio a sinistra              | Obbliga i conducenti a passare a sinistra dell'ostacolo come un cantiere, uno spartitraffico, un salvagente o un'isola di traffico. |
|                  | Direzione obbligatoria dritto                  | Indica che la sola direzione consentita al conducente è quella di andare dritta.                                                    |
|                  | Preavviso di direzione obbligatoria a destra   | Preavvisa che la sola direzione consentita al conducente è quella di andare a destra.                                               |
|                  | Preavviso di direzione obbligatoria a sinistra | Preavvisa che la sola direzione consentita al conducente è quella di andare a sinistra.                                             |
|                  | Divieto di svolta a sinistra                   | Direzioni consentite a dritto ed a destra.                                                                                          |
|                  | Divieto di svolta a destra                     | Direzioni consentite a dritto ed a sinistra.                                                                                        |
|                  | Direzioni obbligatorie destra e sinistra       | Direzioni obbligatorie a destra ed a sinistra.                                                                                      |
|                  | Percorso riservato alle biciclette             | Indica l'inizio di un percorso riservato alle biciclette.                                                                           |
|                  | Percorso riservato ai pedoni                   | Indica un percorso riservato ai pedoni.                                                                                             |
|                  | Percorso riservato ai cavalli                  | Indica un percorso riservato ai quadrupedi da soma o da sella.                                                                      |
|                  | Limite minimo di velocità                      | Vieta ai conducenti di procedere ad una velocità inferiore a quella indicata.                                                       |
|                  | Obbligo di catene o pneumatici da neve         | Vieta il transito ai veicoli sprovvisti di catene o gomme da neve.                                                                  |
|                  | Percorso riservato agli autobus                | Indica un percorso riservato agli autobus.                                                                                          |
|                  | Percorso riservato ai tram                     | Indica un percorso riservato ai tram.                                                                                               |
|                  | Altri obblighi                                 | Indica un obbligo specificato dal testo nel segnale.                                                                                |

### Segnali di fine divieto
| Segnale francese | Significato                                                | Spiegazione |
|                  | Via libera                                                 | Indica il punto ove le prescrizioni precedentemente indicate cessano di essere valide.                                                                             |
|                  | Fine limite di velocità                                    | Indica la fine del limite sulla velocità massima alla quale i veicoli possono procedere e ripristina il consueto limite di velocità relativo alla strada percorsa. |
|                  | Fine divieto di sorpasso                                   | Indica la fine del divieto a tutti i veicoli di sorpassare i veicoli a motore diversi dai motocicli e dai ciclomotori.                                             |
|                  | Fine del divieto di sorpasso per veicoli superiori a 3,5t. | Indica la fine del divieto a tutti i veicoli non adibiti al trasporto di persone di massa a pieno carico oltre 3,5 t di sorpassare i veicoli a motore.             |
|                  | Fine divieto di segnalazioni acustiche                     | Indica la fine del divieto dell'uso di avvisatori acustici. |
|                  | Fine del divieto indicato                                  | Indica la fine del divieto indicato all'interno del segnale. |

### Segnali di fine obbligo
| Segnale francese | Significato                                      | Spiegazione                                                   |
|                  | Fine pista ciclabile                             | Indica la fine di una pista ciclabile.                        |
|                  | Fine percorso pedonale                           | Indica la fine di un percorso pedonale.                       |
|                  | Fine percorso riservato ai quadrupedi            | Indica la fine di un percorso riservato ai quadrupedi.        |
|                  | Fine del limite minimo di velocità               | Indica la fine della validità del limite minimo di velocità.  |
|                  | Fine dell'obbligo di catene o pneumatici da neve | Indica la fine dell'obbligo di catene o pneumatici da neve.   |
|                  | Fine del percorso riservato agli autobus         | Indica la fine del percorso riservato agli autobus.           |
|                  | Fine dell'obbligo indicato                       | Indica la fine dell'obbligo indicato all'interno del segnale. |

### Segnali di prescrizione zonale
| Segnale francese | Significato                                                         | Spiegazione |
|                  | Zona a divieto di sosta                                             | Indica una zona in cui è in vigore il divieto di sosta. |
|                  | Zona a divieto di sosta alternato quindicinale                      | Indica una zona in cui è consentita la sosta su un lato della strada alterno in base alla quindicina del mese indicato.                                     |
|                  | Zona a sosta consentita con disco orario                            | Indica una zona in cui è consentita la sosta esponendo il disco orario.                                                                                     |
|                  | Zona a sosta a pagamento                                            | Indica una zona in cui è consentita la sosta a pagamento.                                                                                                   |
|                  | Zona a divieto di sosta alternato quindicinale con disco            | Indica una zona in cui è consentita la sosta su un lato della strada alterno in base alla quindicina del mese indicato esponendo il disco orario.           |
|                  | Zona a velocità limitata                                            | Indica una zona in cui il limite di velocità massimo è quello riportato nel segnale.                                                                        |
|                  | Fine zona a divieto di sosta                                        | Indica la fine di una zona in cui è in vigore il divieto di sosta.                                                                                          |
|                  | Fine della zona a divieto di sosta alternato quindicinale           | Indica la fine della zona in cui è consentita la sosta su un lato della strada alterno in base alla quindicina del mese indicato.                           |
|                  | Fine della zona a sosta consentita con disco orario                 | Indica la fine della zona in cui è consentita la sosta esponendo il disco orario.                                                                           |
|                  | Fine della zona a sosta a pagamento                                 | Indica la fine della zona in cui è consentita la sosta a pagamento.                                                                                         |
|                  | Fine della zona a divieto di sosta alternato quindicinale con disco | Indica la fine della zona in cui è consentita la sosta su un lato della strada alterno in base alla quindicina del mese indicato esponendo il disco orario. |
|                  | Fine zona a velocità limitata                                       | Indica la fine della zona in cui il limite di velocità massimo è quello riportato nel segnale.                                                              |
|                  | Inizio zona residenziale                                            | Indica l'inizio di una zona residenziale. |
|                  | Fine zona residenziale                                              | Indica la fine di una zona residenziale. |
|                  | Inizio zona pedonale                                                | Indica l'inizio di una zona pedonale. |
|                  | Fine della zona pedonale                                            | Indica la fine di una zona pedonale. |

## Segnali di indicazione (cat. C)
| Segnale francese | Significato                                                          | Spiegazione |
|                  | Parcheggio                                                           | Indica un parcheggio autorizzato. Consente la sosta a tempo indeterminato salvo indicazioni differenti.                                                       |
|                  | Disco orario                                                         | Indica che per sostare in quello spazio è necessario esporre il disco orario.                                                                                 |
|                  | Parcheggio a pagamento                                               | Indica un parcheggio autorizzato a pagamento. |
|                  | Pericolo d'incendio                                                  | Il segnale richiama l'attenzione sull'infiammabilità di zone boschive ad alto rischio di incendio fiancheggianti la strada.                                   |
|                  | Velocità consigliata                                                 | Indica il limite massimo di velocità che si consiglia di mantenere in condizioni ottimali di traffico e strada.                                               |
|                  | Fine velocità consigliata                                            | Indica la fine del limite massimo di velocità che si consiglia di mantenere in condizioni ottimali di traffico e strada.                                      |
|                  | Fermata taxi                                                         | Indica una zona in cui è consentita la fermata di taxi. |
|                  | Fermata autobus                                                      | Indica la fermata di autobus. |
|                  | Piazzuola di sosta                                                   | Indica una piazzola dove è consentita la fermata. |
|                  | Senso unico                                                          | Segnala il termine del doppio senso di circolazione all'interno di una carreggiata.                                                                           |
|                  | Strada senza uscita                                                  | Indica una strada senza uscita per tutti i veicoli. |
|                  | Preavviso di strada senza uscita                                     | Indica che la prossima strada a destra che si incontra è una strada senza uscita per tutti i veicoli.                                                         |
|                  | Strada chiusa al traffico                                            | Indica che la strada è chiusa al traffico dopo la località indicata nel segnale.                                                                              |
|                  | Strada aperta al traffico con obbligo di catene o pneumatici da neve | Indica che la strada è aperta al traffico con l'obbligo dell'uso di catene o pneumatici da neve.                                                              |
|                  | Diritto di precedenza ai veicoli provenienti in senso opposto        | Indica la precedenza rispetto ai veicoli provenienti in direzione opposta in una strada a doppio senso che consente il passaggio di una sola fila di veicoli. |
|                  | Attraversamento pedonale                                             | Indica un attraversamento pedonale non regolato da semaforo e non in corrispondenza di un incrocio stradale.                                                  |
|                  | Attraversamento tranviario                                           | Indica un attraversamento tranviario non regolato da semaforo.                                                                                                |
|                  | Area di sosta caravan consentita                                     | Indica un'area regolamentata in cui è possibile la sosta di caravan ed autocaravan (camper).                                                                  |
|                  | Utilizzo delle corsie                                                | Indica i possibili utilizzi delle corsie di una carreggiata.                                                                                                  |
|                  | Direzioni consentite dalle corsie                                    | Indica le direzioni raggiungibili attraverso le corsie in questione.                                                                                          |
|                  | Condizioni delle strade afferenti                                    | Indica i possibili pericoli che si possono incontrare nella strada raggiungibile al prossimo incrocio.                                                        |
|                  | Limiti di velocità generali                                          | Indica i limiti generali di velocità presenti nello Stato, validi per le autovetture. È posto in prossimità delle frontiere.                                  |
|                  | Limiti di velocità generali in autostrada                            | Indica i limiti generali di velocità presenti lungo le autostrade, validi per le autovetture.                                                                 |
|                  | Corsia di fuga                                                       | Indica l'ubicazione di una corsia di fuga d'emergenza in caso di pericolo (es. rottura di freni in discesa).                                                  |
|                  | Dosso                                                                | Indica la presenza di un dosso naturale od artificiale lungo la carreggiata.                                                                                  |
|                  | Riduzione del numero di corsie disponibili                           | Indica la riduzione del numero delle corsie per senso di marcia lungo una strada.                                                                             |
|                  | Presenza della corsia di sorpasso                                    | Indica la presenza di una corsia in cui è consentito il sorpasso dei veicoli lenti.                                                                           |
|                  | Fine della corsia di sorpasso                                        | Indica la fine di una corsia in cui è consentito il sorpasso dei veicoli lenti.                                                                               |
|                  | Segnale di indicazione specifico                                     | Indica una informazione utile a chi guida e specificata nel testo del segnale.                                                                                |
|                  | Prendere il biglietto                                                | Indica una stazione di pedaggio in cui è necessario prendere il biglietto d'ingresso.                                                                         |
|                  | Modalità di pedaggio                                                 | Indica le modalità di pagamento in una stazione di pedaggio.                                                                                                  |
|                  | Inizio strada riservata ai veicoli a motore                          | Indica l'inizio di una strada riservata ai soli veicoli a motore.                                                                                             |
|                  | Fine strada riservata ai veicoli a motore                            | Indica la fine di una strada riservata ai soli veicoli a motore.                                                                                              |
|                  | Galleria                                                             | Indica l'inizio di una galleria. |
|                  | Fine galleria                                                        | Indica la fine di una galleria. |
|                  | Percorso ciclabile                                                   | Indica una percorso ciclabile. |
|                  | Fine percorso ciclabile                                              | Indica la fine del percorso ciclabile. |
|                  | Percorso riservato alle biciclette ed ai pedoni                      | Indica l'inizio di un itinerario percorribile sia da pedoni, sia da ciclisti.                                                                                 |
|                  | Fine percorso riservato alle biciclette ed ai pedoni                 | Indica la fine dell'itinerario percorribile sia da pedoni, sia da ciclisti.                                                                                   |
|                  | Inizio autostrada                                                    | Indica l'inizio di un'autostrada. |
|                  | Fine autostrada                                                      | Indica la fine di un'autostrada. |

## Segnali che indicano installazioni utili a chi guida (cat. CE)
| Segnale francese | Significato     | Spiegazione                                        |
|                  | Pronto soccorso | Indica la presenza di un pronto soccorso.          |
|                  | Escursionisti   | Indica un percorso escursionistico od un sentiero. |

## Segnali di direzione (cat. D)
| Segnale francese | Significato                       | Spiegazione                                                 |
|                  | Direzione verso strada statale    | Indica le direzioni raggiungibili in una strada statale.    |
|                  | Direzione verso autostrada        | Indica l'autostrada raggiungibile da quella direzione.      |
|                  | Direzione per destinazioni urbane | Indica le direzioni raggiungibili lungo un percorso urbano. |

## Segnali di inizio e fine località (cat. EB)
| Segnale francese | Significato           | Spiegazione                                                                           |
|                  | Inizio centro abitato | Indica l'inizio di un centro abitato.                                                 |
|                  | Fine centro abitato   | Indica la fine di un centro abitato ed indica la distanza al prossimo centro abitato. |

## Segnali temporanei (cat. AK)
| Segnale francese | Significato                                 | Spiegazione |
|                  | Strada dissestata o dosso a schiena d'asino | Presegnala un tratto di strada in cattivo stato o con pavimentazione irregolare in presenza di un cantiere stradale.         |
|                  | Strettoia simmetrica provvisoria            | Segnala un restringimento pericoloso della carreggiata su entrambi i lati a causa di un cantiere stradale.                   |
|                  | Strada provvisoriamente sdrucciolevole      | Segnala un tratto di strada con fondo sdrucciolevole a causa di un cantiere stradale.                                        |
|                  | Lavori                                      | Presegnala cantieri di lavori in corso, depositi temporanei di materiale, presenza di macchinari adibiti ai lavori stradali. |
|                  | Altri pericoli                              | Segnala un pericolo diverso da quelli indicati negli altri segnali di pericolo a causa di un cantiere stradale.              |
|                  | Semaforo provvisorio                        | Presegnala un impianto semaforico posto su strade sia urbane che extraurbane a causa di un cantiere stradale.                |
|                  | Coda                                        | Presegnala un tratto di strada in cui è in atto un forte rallentamento od una coda del traffico.                             |